# Erich Lachmann
Erich Gustav Wili Lachmann, född 6 november 1909 i Leignitz, död 23 januari 1972 i Wegscheid, var en tysk SS-Scharführer, delaktig i Aktion T4 och Operation Reinhard. 
Efter andra världskriget greps han av Röda armén och dömdes till 25 års fängelse för sabotage; han frisläpptes dock redan 1950.
Lachmann åtalades 1965 vid Sobibórrättegången, men han frikändes på grund av att han ansågs ha handlat under tvång (tyska Putativnotstand).